# Sant Quentin
Sant Quentin (en francès Saint-Quentin-la-Tour) és una comuna francesa al departament de l'Arieja, a la regió Occitània.

## Història
- Lloc prehistòric.
- Queille fou la capital d'un "pays" carolingi.
- El seu castell, citat ja el 1002, és un dels més antics de l'Arieja.

## Demografia
1962 - 244 habs / 1975 - 255 habs / 1990 - 306 / 1999 - 297 habitants.

## Economia
Principalment agricultura i ramaderia: cereals, forratge i bovins.

## Patrimoni i turisme
- Gruta sepulcral de Queille.
- Torrassa del segle xiv, restes del castell de Latour.
- Torrassa de vigia del Comtat de Foix.
- Església del segle xix
- Mausoleu del general Thory, del segle xix
- Petita capella romana de Queille.
- Vall de Touyré.
- Festa patronal i comunal: 24 de setembre;
- Canoes, parapent, reserva de caça, artesanat tradicional.